# Обелиск Славы (Актобе)
Обелиск Славы в честь актюбинцев, павших в боях за Родину в годы гражданской и Великой Отечественной войн (каз. Азамат соғысы мен Ұлы Отан соғысы жылдарында Отан үшін майданда қаза тапқан ақтөбеліктерге орнатылған Даңқ обелискі) — обелиск в казахстанском городе Актобе. Входит в список памятников истории и культуры местного значения.
В 1969 году на бульваре в одном из новых микрорайонов тогдашнего Актюбинска был установлен камень с надписью, которая гласила: «Здесь будет сооружён Обелиск Славы актюбинцам, павшим в боях за Родину в годы гражданской и Великой Отечественной войн». В 1970 году Обелиск Славы был воздвигнут на Октябрьском бульваре (ныне: пр. Абая), напротив Дома Советов (ныне: Акимат Актюбинской области). Авторами проекта стали архитектор Тохтагазы Джанысбеков и скульптор Н. С. Соболев. Вечный огонь возле обелиска был зажжён первым секретарём областного комитета КПСС Николаем Журиным 24 августа 1970 года.
В 1983 году перед зданием Дома Советов, прямо напротив Обелиска Славы состоялось торжественное открытие памятника Ленину (авторы: Н. А. Щербаков, С. П. Хаджибаронов). Спустя год после этого обелиск был перенесён на своё нынешнее место — пересечение улицы Есет-батыра (бывш. ул. Кирова) и проспекта Алии Молдагуловой.
В 2015 году была проведена реконструкция обелиска и прилегающей территории, на которую было затрачено 92 987 462 тенге (500 тыс. долларов США по тогдашнему курсу). Проект реконструкции был создан производственным кооперативом «Актюбгражданпроект» (архитектор: Аубакир Ажгалиев) и подарен городу в честь 70-летия победы. Помимо того, что были заменены брусчатка на площади у памятника и оборудование вечного огня, позади памятника была полукругом выстроена стена из гранита, которую украшает пятиконечная звезда из латуни и названия городов-героев. Общий вес гранитных плит площадью 500 м² и толщиной 30—250 мм, использованных при реконструкции, составил 160 тонн. Длина установленных бордюров из гранита — 826 м.
В год вечный огонь возле Обелиска Славы расходует 53 м³ природного газа, что обходится местному бюджету в 253 тысячи тенге (2012).